# Sandarve kulle

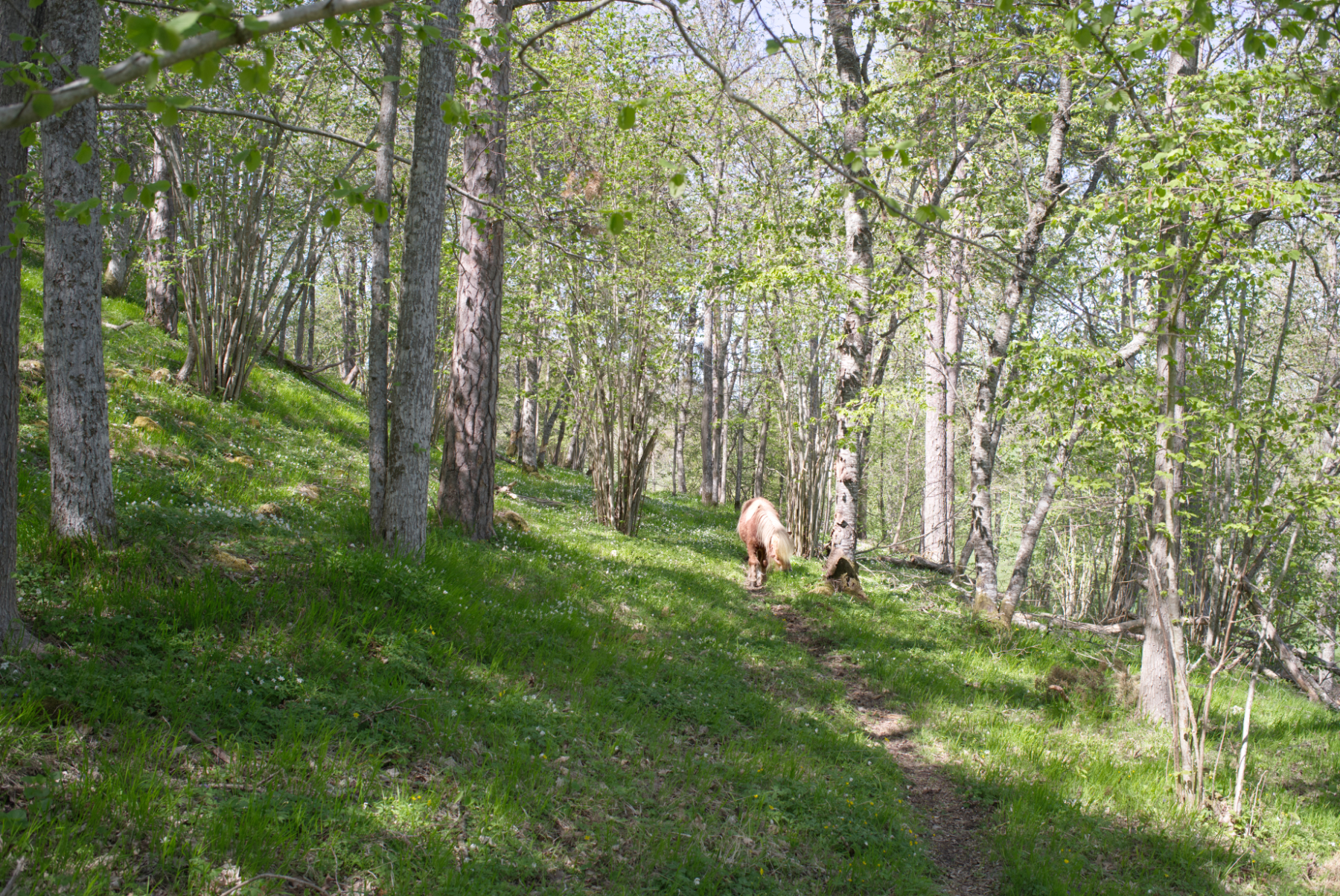
Gotlandsruss vårdar Sandarve kulle

Sandarve kulle är ett naturreservat i Fardhems socken i Region Gotland på Gotland.
Området är naturskyddat sedan 1985 och är 15 hektar stort. Reservatet består av en kulle med lövskog.